# Ruth Gbagbiová
Ruth Marie Christelle Gbagbiová (* 7. února 1994 Abidžan) je taekwondistka z Pobřeží slonoviny.
Pochází z etnika Bétéů, měří 179 cm a váží 67 kg. V dětství se věnovala fotbalu, pak se zaměřila na taekwondo. Její první mezinárodní soutěží byly Letní olympijské hry mládeže 2010, kde vypadla v prvním kole. Startovala na Letních olympijských hrách 2012 a prohrála oba zápasy. V roce 2015 vyhrála Africké hry a byla třetí na Univerziádě. Na Letních olympijských hrách 2016 získala ve váhové kategorii do 67 kilogramů bronz, když po čtvrtfinálové porážce s Francouzkou Haby Niaréovou šla do oprav a v utkání o medaili porazila Faridu Azizovovou z Ázerbájdžánu. Stala se tak první ženou, která získala pro Pobřeží slonoviny olympijskou medaili.
V roce 2017 se v jihokorejském Mudžu stala mistryní světa. Ve stejném roce také vyhrála World Taekwondo Grand Slam. Na olympijských hrách v Tokiu bronzovou medaili obhájila. V roce 2023 byla semifinalistkou světového šampionátu. Na olympiádě v roce 2024 obsadila sedmé místo.
Čtyřikrát vyhrála World Taekwondo Grand Prix a sedmkrát mistrovství Afriky. V letech 2014 a 2018 získala s týmem Pobřeží slonoviny stříbro na mistrovství světa družstev. Je předsedkyní komise sportovců Africké unie taekwonda a mírovou velvyslankyní UNESCO.